# Leptonetela nuda
Espèce
Synonymes
- Qianleptoneta nuda Chen, Jia & Wang, 2010

Leptonetela nuda est une espèce d'araignées aranéomorphes de la famille des Leptonetidae.

## Distribution
Cette espèce est endémique du Guizhou en Chine,.

## Publication originale
- Chen, Jia & Wang, 2010 : A revision of the genus Qianleptoneta (Araneae: Leptonetidae). Journal of Natural History, vol. 44, no 47/48, p. 2873-2915.